# Линия Гермерсгеймера
Линия Гермерсгеймера (нем. Germersheimer Linie) — изоглосса немецкоязычного языкового пространства, соседствующая с линией Шпайера и называемая также линией pund/pfund. Так как линии appel/apfel и pund/pfund идентичны, то в германистике стало общепринятым выделять их вместе как (дву)единую.

## География
Линия Гермерсгеймера является частью Рейнской переходной области. Она начинается восточнее Касселя и у города Фаха натыкается на линию Шпейера, за которой следует до Шпессартской возвышенности. У города Гемюнден-на-Майне изоглосса отходит от линии Шпайера и уходит на восток от Штадтпроцельтена. Отсюда она следует по линии Вальдюрн — Бухен — Адельсхайм — Вислох — Филлипсбург и позже снова натыкается на линию Шпайера, следуя за ней до Вогез. На востоке (в Польше) линия Гермерсгеймера совпадает с исторической линией Бенрата.